# Luis Gibert
Luis de Sales Gibert Riera (* 3. März 1903 in Barcelona; † 24. Januar 1979 ebenda) war ein spanischer Wasserballspieler.

## Karriere
Gibert nahm 1920 erstmals an Olympischen Spielen teil. In Antwerpen erreichte er mit der spanischen Nationalmannschaft den achten Rang. Vier Jahre später wurde er bei den Spielen in Paris mit der Wasserballnationalmannschaft erneut Achter.
Auf nationaler Ebene gewann er in den Jahren 1920 und 1921 die spanische Meisterschaft mit der Mannschaft von Club Natació Barcelona. Sein Bruder Francisco Gibert nahm gemeinsam mit ihm an den olympischen Wasserballwettbewerben 1920 und 1924 teil.